# وزارة الكهرباء (سوريا)
وزارة الطاقة كانت إحدى إدارات الحكومة السورية. كانت الوزارة مسؤولة عن إدارة قطاع الطاقة الكهربائية والطاقة المتجددة في سوريا، وكان عدد من المؤسسات والشركات الحكومية تابعًا لها. في 29 آذار 2025، ونتيجة لتشكيل الحكومة الانتقالية السورية، دُمجت وزارة الكهرباء ووزارة الموارد المائية ووزارة النفط والثروة المعدنية لتُشكل وزارة الطاقة.
في سوريا إنتاج الكهرباء مأمم بالكامل. بحلول نهاية التسعينيات كانت وزارة الكهرباء تُدير 74.9٪ من إنتاج الكهرباء على مستوى البلاد. وكانت البلاد تُخطط لتحقيق الاكتفاء الذاتي في إمدادات الكهرباء بحلول عام 1998. ولهذا السبب، لم تُفكِّر الوزارة جدياً في الطاقات المتجددة نظراً لطول فترة استخدامها. وبحلول عام 2010، شجَّعت الحكومة المستثمرين من القطاع الخاص على تطوير القدرة الكهربائية للبلاد، ولكن اندلعت الحرب.

## لمحة تاريخية
تطور عمل قطاع الكهرباء في سوريا حيث مر بعدة مراحل:

### النشأة (1903-1950)
- شركة الجر والتنوير الكهربائي لمدينة دمشق: تم منح الامتياز في عام 1903 (شركة عثمانية مغفلة برأسمال معظمه بلجيكي)
- شركة كهرباء اللاذقية: أحدثت عام 1922 بتمويل فرنسي
- شركة كهرباء حلب: تم منح الامتياز في عام 1924 وفق اتفاق بين بلدية حلب والمصرف العقاري التونسي الجزائري.
- شركة كهرباء حمص وحماه: أحدثت في عام 1928 كَفرع عن شركة كهرباء بيروت.
- عدد من الشركات الأجنبية والوطنية المستقلة في العديد من المدن والقرى السورية.
- 1908 – 1940: إنشاء 6 شركات ذات امتياز للتنوير برأسمال أجنبي.
- 1936 – 1950: إحداث 18 شركة وطنية مساهمة للكهرباء.

### التطور والتوسع (1950-1999)
- عام 1951 تأميم شركات الكهرباء الأجنبية.
- عام 1965 إحداث المؤسسة العامة للكهرباء، بموجب المرسوم/8/ ونقلت كافة موجودات شركات الكهرباء المؤممة وعددها /26/ إلى المؤسسة المحدثة
- عام 1965 أُحدثت وزارة النفط والكهرباء والثروة المعدنية بموجب المرسوم التشريعي رقم /139/ وأُلحقت بها المؤسسة العامة للكهرباء
- في 1 أيلول 1974 إحداث وزارة الكهرباء بموجب المرسوم التشريعي رقم /94/ لعام 1974.[7]
- عام 1994 إعادة تنظيم قطاع الكهرباء، حيث صدر المرسومان التشريعيان: رقم 13 و14 تم بموجبهما إلغاء المؤسسة العامة للكهرباء وإحداث بدلاً عنها مؤسستين هما المؤسسة العامة لتوليد ونقل الطاقة الكهربائية والمؤسسة العامة لتوزيع واستثمار الطاقة الكهربائية، إضافةً لشركات التوليد والتوزيع التابعة لهما.

### القرن الحادي والعشرون (2000-2011)
واجهت منظومة القدرة الكهربائية صعوبة في تلبية الطلب المتزايد مع تنامي حجم الاستهلاك خلال العقد الأول من القرن الحادي والعشرين (2000 - 2009). فقد شهد الطلب على الكهرباء نموًا بمعدّل سنويّ يبلغ نحو 7.5%، وذلك على إثر توسُّع القطاعين الصناعي والخدمي، وزيادة استخدام الأجهزة المنزلية، فضلًا عن السياسات الحكومية الاشتراكية (مثل الدعم الحكومي المرتفع، والتعريفات المنخفضة) وهو ما شجّع على الممارسات المُهدرة للطاقة. وجاءت البنية التحتية لشبكة نقل الكهرباء، والتي افتقرت للكفاءة، لتفاقم هذه المشاكل. ففي عام 2002، كشف وزير الكهرباء منيب صائم الدهر عن خسارة ما نسبته 26% من إجمالي ما تنتجه سوريا من طاقة كهربائية أثناء عملية النقل (على سبيل المقارنة، بلغت الخسائر المرتبطة بنقل التيار في الولايات المتحدة نسبة 6.5% في عام 2007)، مما تسبَّب في خسائر طائلة وصلت قيمتها إلى 57.7 مليار دولار أمريكي. بالمجمل، أدّت هذه العوامل إلى تزايد انقطاع التيار الكهربائي، وهو ما زاد من السخط الشعبي إبان العقد الأول من عهد نظام بشار الأسد.
في عام 2001، أشرف وزير الكهرباء منيب صائم الدهر (2000–2006) على إبرام صفقة مع هيئة الكهرباء العراقية برئاسة سحبان فيصل محجوب باعت سوريا بموجبها عددًا من الوحدات الغازية التي فُكِّكَت من مواقعها في سوريا ونقلها بصورة مموهة إلى العراق الذي كان يقبع تحت حصار دولي خلال عهد نظام صدام حسين.
شهد عام 2003 تأسيس المركز الوطني لبحوث الطاقة بموجب المرسوم رقم 8 لعام 2003. وفي عام 2011، أعيدت هيكلة وزارة الكهرباء بإحداث المؤسسة العامة لنقل الكهرباء بموجب المرسوم رقم 355 لعام 2011، والتي باشرت عملها في مطلع عام 2012 بهدف فصل نشاط نقل الطاقة الكهربائية عن نشاطي التوليد والتوزيع في المنظومة الكهربائية السورية.

### الدمج
في 29 آذار (مارس) 2025، أعلن الرئيس السوري أحمد الشرع عن دمج وزارة الكهرباء ووزارة النفط والثروة المعدنية ووزارة الموارد المائية تحت مسمّى وزارة الطاقة وجاء ذلك بعد الإعلان عن تشكيل الحكومة الانتقالية السورية لعام 2025.

## المؤسسات التابعة
- المركز الوطني لبحوث الطاقة
- المؤسسة العامة لتوليد الكهرباء
- المؤسسة العامة لتوزيع الكهرباء
- المؤسسة العامة لنقل الكهرباء

## قائمة الوزراء
| الصورة                                         | الاسم (مواليد–وفاة)                            | فترة شغل المنصب                                | فترة شغل المنصب                                | فترة شغل المنصب                                | الحكومة | ملاحظات                                        |
| الصورة                                         | الاسم (مواليد–وفاة)                            | تولى المنصب                                    | غادر المنصب                                    | المدة                                          | الحكومة | ملاحظات                                        |
| وزير النفط والكهرباء وتنفيذ المشروعات الصناعية | وزير النفط والكهرباء وتنفيذ المشروعات الصناعية | وزير النفط والكهرباء وتنفيذ المشروعات الصناعية | وزير النفط والكهرباء وتنفيذ المشروعات الصناعية | وزير النفط والكهرباء وتنفيذ المشروعات الصناعية | وزير النفط والكهرباء وتنفيذ المشروعات الصناعية                                                                      | وزير النفط والكهرباء وتنفيذ المشروعات الصناعية |
| ---------------------------------------------- | ---------------------------------------------- | ---------------------------------------------- | ---------------------------------------------- | ---------------------------------------------- | --- | ---------------------------------------------- |
|                                                | أسعد تقلا (0000–0000)                          | 16 تشرين الأول 1966                            | 28 أيلول 1967                                  | 347 أيام                                       | حكومة يوسف زعين الثانية                                                                                             | [ 16 ]                                         |
|                                                | أحمد الحسن (0000–0000)                         | 28 أيلول 1967                                  | 15 تشرين الثاني 1970                           | 3 سنوات و48 أيام                               | حكومة يوسف زعين الثانية حكومة نور الدين الأتاسي                                                                     | [ 17 ] [ 18 ]                                  |
| وزير النفط والكهرباء والثروة المعدنية          |                                                |                                                |                                                |                                                | |                                                |
|                                                | مصطفى حداد (1930–)                             | 21 تشرين الثاني 1970                           | 22 آذار 1972                                   | 1 سنة و122 أيام                                | حكومة حافظ الأسد حكومة عبد الرحمن خليفاوي الأولى                                                                    | [ 19 ]                                         |
|                                                | أحمد فوزي عبارة (0000–0000)                    | 22 آذار 1972                                   | 23 كانون أول 1972                              | 276 أيام                                       | حكومة عبد الرحمن خليفاوي الأولى                                                                                     |                                                |
|                                                | فائز ناصر (0000–0000)                          | 23 كانون الأول 1972                            | 26 أيلول 1973                                  | 277 أيام                                       | حكومة محمود الأيوبي                                                                                                 | [ 20 ]                                         |
|                                                | جبر الكفري (0000–0000)                         | 26 أيلول 1973                                  | 1 أيلول 1974                                   | 340 أيام                                       | حكومة محمود الأيوبي                                                                                                 | [ 21 ]                                         |
| وزير الكهرباء                                  |                                                |                                                |                                                |                                                | |                                                |
|                                                | هاني الصواف (0000–0000)                        | 1 أيلول 1974                                   | 7 آب 1976                                      | 1 سنة و341 أيام                                | حكومة محمود الأيوبي                                                                                                 | [ 22 ]                                         |
|                                                | أحمد عمر يوسف (1933–2002)                      | 7 آب 1976                                      | 11 آذار 1984                                   | 7 سنوات و217 أيام                              | حكومة عبد الرحمن خليفاوي الثانية حكومة محمد علي الحلبي حكومة عبد الرؤوف الكسم الأولى حكومة عبد الرؤوف الكسم الثانية | [ 23 ] [ 24 ] [ 25 ] [ 26 ]                    |
|                                                | كامل البابا (0000–0000)                        | 11 آذار 1984                                   | 13 آذار 2000                                   | 16 سنوات و2 أيام                               | حكومة عبد الرؤوف الكسم الثالثة حكومة محمود الزعبي الأولى حكومة محمود الزعبي الثانية                                 | [ 27 ] [ 28 ] [ 29 ] [ 30 ]                    |
|                                                | منيب صائم الدهر (0000–2021)                    | 13 آذار 2000                                   | 11 شباط 2006                                   | 5 سنوات و335 أيام                              | حكومة مصطفى ميرو الأولى حكومة مصطفى ميرو الثانية حكومة محمد ناجي العطري                                             | [ 31 ] [ 32 ] [ 33 ]                           |
|                                                | أحمد خالد العلي (0000–0000)                    | 11 شباط 2006                                   | 18 أيلول 2008                                  | 2 سنوات و220 أيام                              | حكومة محمد ناجي العطري                                                                                              | [ 34 ]                                         |
|                                                | أحمد قصي كيالي (1947–2021)                     | 18 أيلول 2008                                  | 14 نيسان 2011                                  | 2 سنوات و208 أيام                              | حكومة محمد ناجي العطري                                                                                              | [ 35 ]                                         |
|                                                | عماد خميس (1961–)                              | 14 نيسان 2011                                  | 3 تموز 2016                                    | 5 سنوات و80 أيام                               | حكومة عادل سفر حكومة رياض حجاب حكومة وائل الحلقي الأولى حكومة وائل الحلقي الثانية                                   | [ 36 ]                                         |
|                                                | محمد زهير خربوطلي (1960–)                      | 3 تموز 2016                                    | 30 آب 2020                                     | 4 سنوات و58 أيام                               | حكومة عماد خميس | [ 37 ]                                         |
|                                                | غسان الزامل (1963–)                            | 30 آب 2020                                     | 23 أيلول 2024                                  | 4 سنوات و24 أيام                               | حكومة حسين عرنوس الأولى حكومة حسين عرنوس الثانية                                                                    | [ 38 ]                                         |
|                                                | سنجار طعمة (1969–)                             | 23 أيلول 2024                                  | 10 كانون الأول 2024                            | 78 أيام                                        | حكومة محمد غازي الجلالي                                                                                             | [ 39 ]                                         |
|                                                | عمر شقروق (0000–0000)                          | 10 كانون الأول 2024                            | 29 آذار 2025                                   | 109 أيام                                       | حكومة محمد البشير                                                                                                   | [ 40 ] [ تنويه 1 ] [ 41 ] [ تنويه 2 ]          |

## وصلات خارجية
- الموقع الرسمي
- الحساب الرسمي لوزارة الكهرباء  على فيسبوك.